# Liste des planètes mineures (747001-748000)
Voici la liste des planètes mineures numérotées de 747001 à 748000. Les planètes mineures sont numérotées lorsque leur orbite est confirmée, ce qui peut parfois se produire longtemps après leur découverte. Elles sont classées ici par leur numéro.

## Planètes mineures 747001 à 748000
- (747001) 2012 OR1
- (747002) 2012 OX1
- (747003) 2012 OP2
- (747004) 2012 OK5
- (747005) 2012 OL5
- (747006) 2012 OT6
- (747007) 2012 OX6
- (747008) 2012 OZ6
- (747009) 2012 PU
- (747010) 2012 PV2
- (747011) 2012 PG6
- (747012) 2012 PC7
- (747013) 2012 PG7
- (747014) 2012 PQ9
- (747015) 2012 PF10
- (747016) 2012 PA14
- (747017) 2012 PY16
- (747018) 2012 PC17
- (747019) 2012 PY20
- (747020) 2012 PG21
- (747021) 2012 PC22
- (747022) 2012 PW22
- (747023) 2012 PW23
- (747024) 2012 PF24
- (747025) 2012 PM26
- (747026) 2012 PR28
- (747027) 2012 PV31
- (747028) 2012 PT34
- (747029) 2012 PC35
- (747030) 2012 PG36
- (747031) 2012 PM38
- (747032) 2012 PN39
- (747033) 2012 PO40
- (747034) 2012 PF43
- (747035) 2012 PH45
- (747036) 2012 PW45
- (747037) 2012 PB46
- (747038) 2012 PP46
- (747039) 2012 PW46
- (747040) 2012 PX46
- (747041) 2012 PO48
- (747042) 2012 PV48
- (747043) 2012 PE51
- (747044) 2012 PV51
- (747045) 2012 PJ52
- (747046) 2012 PG53
- (747047) 2012 PU55
- (747048) 2012 PG57
- (747049) 2012 QE1
- (747050) 2012 QE3
- (747051) 2012 QO6
- (747052) 2012 QZ6
- (747053) 2012 QE7
- (747054) 2012 QW10
- (747055) 2012 QC13
- (747056) 2012 QE14
- (747057) 2012 QJ21
- (747058) 2012 QN23
- (747059) 2012 QX25
- (747060) 2012 QG27
- (747061) 2012 QQ30
- (747062) 2012 QE32
- (747063) 2012 QH35
- (747064) 2012 QJ36
- (747065) 2012 QE40
- (747066) 2012 QP40
- (747067) 2012 QL43
- (747068) 2012 QV43
- (747069) 2012 QY43
- (747070) 2012 QX45
- (747071) 2012 QY45
- (747072) 2012 QZ48
- (747073) 2012 QA51
- (747074) 2012 QB52
- (747075) 2012 QC54
- (747076) 2012 QB55
- (747077) 2012 QJ56
- (747078) 2012 QL56
- (747079) 2012 QB57
- (747080) 2012 QZ58
- (747081) 2012 QD59
- (747082) 2012 QG59
- (747083) 2012 QY59
- (747084) 2012 QW60
- (747085) 2012 QZ61
- (747086) 2012 QG64
- (747087) 2012 QY64
- (747088) 2012 QV65
- (747089) 2012 QA66
- (747090) 2012 QF66
- (747091) 2012 QD67
- (747092) 2012 QF69
- (747093) 2012 QW82
- (747094) 2012 RJ
- (747095) 2012 RM
- (747096) 2012 RH1
- (747097) 2012 RU7
- (747098) 2012 RW8
- (747099) 2012 RG10
- (747100) 2012 RF25
- (747101) 2012 RR27
- (747102) 2012 RQ30
- (747103) 2012 RO32
- (747104) 2012 RV33
- (747105) 2012 RA34
- (747106) 2012 RJ34
- (747107) 2012 RC35
- (747108) 2012 RC45
- (747109) 2012 RN47
- (747110) 2012 RT47
- (747111) 2012 RK48
- (747112) 2012 SH1
- (747113) 2012 SN1
- (747114) 2012 SV3
- (747115) 2012 SL5
- (747116) 2012 SA6
- (747117) 2012 SD9
- (747118) 2012 SF13
- (747119) 2012 SD18
- (747120) 2012 SQ24
- (747121) 2012 SF25
- (747122) 2012 SW25
- (747123) 2012 SZ25
- (747124) 2012 SN26
- (747125) 2012 SV27
- (747126) 2012 SO28
- (747127) 2012 SN30
- (747128) 2012 SY32
- (747129) 2012 SK35
- (747130) 2012 SC39
- (747131) 2012 SM39
- (747132) 2012 SO39
- (747133) 2012 SQ40
- (747134) 2012 ST41
- (747135) 2012 SO45
- (747136) 2012 SA46
- (747137) 2012 SJ49
- (747138) 2012 SP59
- (747139) 2012 SD67
- (747140) 2012 SM68
- (747141) 2012 SA70
- (747142) 2012 SU70
- (747143) 2012 SQ72
- (747144) 2012 SR72
- (747145) 2012 SC75
- (747146) 2012 SG75
- (747147) 2012 SJ75
- (747148) 2012 SV77
- (747149) 2012 SB79
- (747150) 2012 SJ80
- (747151) 2012 SZ80
- (747152) 2012 ST82
- (747153) 2012 SM86
- (747154) 2012 SM88
- (747155) 2012 SW88
- (747156) 2012 SV89
- (747157) 2012 SL90
- (747158) 2012 SW92
- (747159) 2012 SC93
- (747160) 2012 SD93
- (747161) 2012 SS93
- (747162) 2012 SP101
- (747163) 2012 SD102
- (747164) 2012 TT
- (747165) 2012 TH3
- (747166) 2012 TP4
- (747167) 2012 TU7
- (747168) 2012 TK13
- (747169) 2012 TN14
- (747170) 2012 TR15
- (747171) 2012 TD17
- (747172) 2012 TN18
- (747173) 2012 TP18
- (747174) 2012 TA19
- (747175) 2012 TB20
- (747176) 2012 TS20
- (747177) 2012 TN24
- (747178) 2012 TU28
- (747179) 2012 TN33
- (747180) 2012 TV34
- (747181) 2012 TG45
- (747182) 2012 TO53
- (747183) 2012 TD58
- (747184) 2012 TQ58
- (747185) 2012 TF61
- (747186) 2012 TQ65
- (747187) 2012 TQ68
- (747188) 2012 TH71
- (747189) 2012 TB72
- (747190) 2012 TR76
- (747191) 2012 TT77
- (747192) 2012 TW77
- (747193) 2012 TM78
- (747194) 2012 TK84
- (747195) 2012 TF88
- (747196) 2012 TA95
- (747197) 2012 TC102
- (747198) 2012 TT102
- (747199) 2012 TX105
- (747200) 2012 TF111
- (747201) 2012 TN112
- (747202) 2012 TN116
- (747203) 2012 TQ118
- (747204) 2012 TV122
- (747205) 2012 TW122
- (747206) 2012 TD124
- (747207) 2012 TW127
- (747208) 2012 TL128
- (747209) 2012 TR129
- (747210) 2012 TV132
- (747211) 2012 TY134
- (747212) 2012 TZ137
- (747213) 2012 TF140
- (747214) 2012 TN143
- (747215) 2012 TA146
- (747216) 2012 TK146
- (747217) 2012 TZ148
- (747218) 2012 TH150
- (747219) 2012 TV150
- (747220) 2012 TJ152
- (747221) 2012 TD153
- (747222) 2012 TM155
- (747223) 2012 TQ161
- (747224) 2012 TS164
- (747225) 2012 TS166
- (747226) 2012 TW167
- (747227) 2012 TT170
- (747228) 2012 TV173
- (747229) 2012 TD175
- (747230) 2012 TM178
- (747231) 2012 TK180
- (747232) 2012 TT182
- (747233) 2012 TE187
- (747234) 2012 TO189
- (747235) 2012 TO190
- (747236) 2012 TY190
- (747237) 2012 TA191
- (747238) 2012 TV191
- (747239) 2012 TN195
- (747240) 2012 TP196
- (747241) 2012 TD197
- (747242) 2012 TP197
- (747243) 2012 TL198
- (747244) 2012 TM200
- (747245) 2012 TB202
- (747246) 2012 TL205
- (747247) 2012 TK211
- (747248) 2012 TD216
- (747249) 2012 TU220
- (747250) 2012 TP223
- (747251) 2012 TW224
- (747252) 2012 TJ231
- (747253) 2012 TX234
- (747254) 2012 TH235
- (747255) 2012 TB238
- (747256) 2012 TE239
- (747257) 2012 TQ239
- (747258) 2012 TU242
- (747259) 2012 TJ244
- (747260) 2012 TU245
- (747261) 2012 TE246
- (747262) 2012 TW247
- (747263) 2012 TS249
- (747264) 2012 TW249
- (747265) 2012 TX251
- (747266) 2012 TG252
- (747267) 2012 TR253
- (747268) 2012 TU255
- (747269) 2012 TK257
- (747270) 2012 TX257
- (747271) 2012 TD259
- (747272) 2012 TU260
- (747273) 2012 TP261
- (747274) 2012 TO262
- (747275) 2012 TM263
- (747276) 2012 TR266
- (747277) 2012 TJ267
- (747278) 2012 TO267
- (747279) 2012 TN269
- (747280) 2012 TY270
- (747281) 2012 TG273
- (747282) 2012 TL276
- (747283) 2012 TM277
- (747284) 2012 TB279
- (747285) 2012 TN281
- (747286) 2012 TV281
- (747287) 2012 TG284
- (747288) 2012 TC287
- (747289) 2012 TM287
- (747290) 2012 TN287
- (747291) 2012 TY288
- (747292) 2012 TE290
- (747293) 2012 TB293
- (747294) 2012 TX295
- (747295) 2012 TP296
- (747296) 2012 TD298
- (747297) 2012 TZ300
- (747298) 2012 TL302
- (747299) 2012 TZ304
- (747300) 2012 TE308
- (747301) 2012 TM310
- (747302) 2012 TP310
- (747303) 2012 TP312
- (747304) 2012 TO315
- (747305) 2012 TP317
- (747306) 2012 TN325
- (747307) 2012 TO325
- (747308) 2012 TY329
- (747309) 2012 TL332
- (747310) 2012 TM332
- (747311) 2012 TU332
- (747312) 2012 TZ332
- (747313) 2012 TM333
- (747314) 2012 TC334
- (747315) 2012 TG334
- (747316) 2012 TC335
- (747317) 2012 TR337
- (747318) 2012 TE338
- (747319) 2012 TO339
- (747320) 2012 TG343
- (747321) 2012 TL343
- (747322) 2012 TV344
- (747323) 2012 TT345
- (747324) 2012 TK346
- (747325) 2012 TP346
- (747326) 2012 TQ347
- (747327) 2012 TK350
- (747328) 2012 TV350
- (747329) 2012 TW350
- (747330) 2012 TK351
- (747331) 2012 TA352
- (747332) 2012 TH353
- (747333) 2012 TX354
- (747334) 2012 TB356
- (747335) 2012 TJ356
- (747336) 2012 TP359
- (747337) 2012 TS359
- (747338) 2012 TY359
- (747339) 2012 TJ360
- (747340) 2012 TB361
- (747341) 2012 TH362
- (747342) 2012 TX362
- (747343) 2012 TZ363
- (747344) 2012 TL364
- (747345) 2012 TX369
- (747346) 2012 TS372
- (747347) 2012 TP374
- (747348) 2012 TN387
- (747349) 2012 UP
- (747350) 2012 UO1
- (747351) 2012 UU5
- (747352) 2012 US6
- (747353) 2012 UP16
- (747354) 2012 UN17
- (747355) 2012 UJ18
- (747356) 2012 UN20
- (747357) 2012 UD26
- (747358) 2012 UP29
- (747359) 2012 UG30
- (747360) 2012 UO35
- (747361) 2012 UP35
- (747362) 2012 UE36
- (747363) 2012 UM37
- (747364) 2012 UT44
- (747365) 2012 UU46
- (747366) 2012 UQ54
- (747367) 2012 UB56
- (747368) 2012 UH58
- (747369) 2012 UX58
- (747370) 2012 UN59
- (747371) 2012 UB60
- (747372) 2012 UP62
- (747373) 2012 UQ68
- (747374) 2012 UR70
- (747375) 2012 UT70
- (747376) 2012 UV74
- (747377) 2012 UQ76
- (747378) 2012 UE77
- (747379) 2012 UD78
- (747380) 2012 UU79
- (747381) 2012 UP82
- (747382) 2012 US82
- (747383) 2012 UT83
- (747384) 2012 UG86
- (747385) 2012 UR88
- (747386) 2012 US90
- (747387) 2012 UE98
- (747388) 2012 UY98
- (747389) 2012 US99
- (747390) 2012 UB102
- (747391) 2012 UD102
- (747392) 2012 UX104
- (747393) 2012 UX107
- (747394) 2012 UK108
- (747395) 2012 UN111
- (747396) 2012 UA114
- (747397) 2012 UU120
- (747398) 2012 UG121
- (747399) 2012 UG122
- (747400) 2012 UW123
- (747401) 2012 UH124
- (747402) 2012 UY127
- (747403) 2012 UY129
- (747404) 2012 UL132
- (747405) 2012 UQ132
- (747406) 2012 UY137
- (747407) 2012 UR140
- (747408) 2012 UO141
- (747409) 2012 UG146
- (747410) 2012 UW147
- (747411) 2012 UJ149
- (747412) 2012 UY149
- (747413) 2012 UD151
- (747414) 2012 UK152
- (747415) 2012 UD155
- (747416) 2012 UB159
- (747417) 2012 UU162
- (747418) 2012 UW162
- (747419) 2012 UL164
- (747420) 2012 UH165
- (747421) 2012 UX166
- (747422) 2012 UM168
- (747423) 2012 UE171
- (747424) 2012 UX174
- (747425) 2012 UV178
- (747426) 2012 UT179
- (747427) 2012 UX182
- (747428) 2012 UA183
- (747429) 2012 UJ183
- (747430) 2012 UM185
- (747431) 2012 UX185
- (747432) 2012 UB186
- (747433) 2012 UV186
- (747434) 2012 UW186
- (747435) 2012 UH187
- (747436) 2012 UT187
- (747437) 2012 US188
- (747438) 2012 UB189
- (747439) 2012 UN189
- (747440) 2012 US189
- (747441) 2012 UU189
- (747442) 2012 UB190
- (747443) 2012 UD190
- (747444) 2012 UC191
- (747445) 2012 UE191
- (747446) 2012 UE192
- (747447) 2012 UH193
- (747448) 2012 UJ193
- (747449) 2012 UU193
- (747450) 2012 UM197
- (747451) 2012 UO199
- (747452) 2012 UD200
- (747453) 2012 UF200
- (747454) 2012 UG200
- (747455) 2012 UX200
- (747456) 2012 UC201
- (747457) 2012 UG201
- (747458) 2012 UH201
- (747459) 2012 UN201
- (747460) 2012 UW201
- (747461) 2012 UB202
- (747462) 2012 UG202
- (747463) 2012 UB206
- (747464) 2012 UC206
- (747465) 2012 UE206
- (747466) 2012 US206
- (747467) 2012 UG207
- (747468) 2012 UX207
- (747469) 2012 UT209
- (747470) 2012 UB213
- (747471) 2012 US213
- (747472) 2012 UH214
- (747473) 2012 UB215
- (747474) 2012 UJ216
- (747475) 2012 UU220
- (747476) 2012 UW220
- (747477) 2012 UQ227
- (747478) 2012 UA228
- (747479) 2012 UW230
- (747480) 2012 UB233
- (747481) 2012 UC233
- (747482) 2012 UD247
- (747483) 2012 UH250
- (747484) 2012 VF4
- (747485) 2012 VR4
- (747486) 2012 VN8
- (747487) 2012 VO9
- (747488) 2012 VK15
- (747489) 2012 VE17
- (747490) 2012 VQ17
- (747491) 2012 VZ18
- (747492) 2012 VA21
- (747493) 2012 VB22
- (747494) 2012 VZ22
- (747495) 2012 VM23
- (747496) 2012 VL28
- (747497) 2012 VJ29
- (747498) 2012 VV29
- (747499) 2012 VD36
- (747500) 2012 VB38
- (747501) 2012 VE42
- (747502) 2012 VJ43
- (747503) 2012 VO45
- (747504) 2012 VN49
- (747505) 2012 VP49
- (747506) 2012 VU53
- (747507) 2012 VV62
- (747508) 2012 VG64
- (747509) 2012 VM66
- (747510) 2012 VP70
- (747511) 2012 VC71
- (747512) 2012 VN79
- (747513) 2012 VR82
- (747514) 2012 VF83
- (747515) 2012 VM86
- (747516) 2012 VM91
- (747517) 2012 VN91
- (747518) 2012 VE97
- (747519) 2012 VK99
- (747520) 2012 VL99
- (747521) 2012 VR99
- (747522) 2012 VN100
- (747523) 2012 VV102
- (747524) 2012 VQ104
- (747525) 2012 VO106
- (747526) 2012 VC109
- (747527) 2012 VF111
- (747528) 2012 VH112
- (747529) 2012 VR112
- (747530) 2012 VG113
- (747531) 2012 VK114
- (747532) 2012 VA115
- (747533) 2012 VA117
- (747534) 2012 VF117
- (747535) 2012 VO117
- (747536) 2012 VC118
- (747537) 2012 VD118
- (747538) 2012 VE118
- (747539) 2012 VX118
- (747540) 2012 VC119
- (747541) 2012 VD119
- (747542) 2012 VK119
- (747543) 2012 VX119
- (747544) 2012 VG120
- (747545) 2012 VQ121
- (747546) 2012 VG122
- (747547) 2012 VV122
- (747548) 2012 VJ123
- (747549) 2012 VC124
- (747550) 2012 VP124
- (747551) 2012 VK125
- (747552) 2012 VX125
- (747553) 2012 VU127
- (747554) 2012 VC128
- (747555) 2012 VV128
- (747556) 2012 VA130
- (747557) 2012 VO130
- (747558) 2012 VG131
- (747559) 2012 VH131
- (747560) 2012 VA134
- (747561) 2012 VE134
- (747562) 2012 VW135
- (747563) 2012 WF4
- (747564) 2012 WD5
- (747565) 2012 WN6
- (747566) 2012 WR8
- (747567) 2012 WN10
- (747568) 2012 WJ15
- (747569) 2012 WR15
- (747570) 2012 WW15
- (747571) 2012 WJ16
- (747572) 2012 WU18
- (747573) 2012 WX19
- (747574) 2012 WC21
- (747575) 2012 WD21
- (747576) 2012 WX22
- (747577) 2012 WR24
- (747578) 2012 WW24
- (747579) 2012 WR26
- (747580) 2012 WE29
- (747581) 2012 WH30
- (747582) 2012 WW35
- (747583) 2012 WL37
- (747584) 2012 WU37
- (747585) 2012 WZ38
- (747586) 2012 WV39
- (747587) 2012 WW39
- (747588) 2012 WY39
- (747589) 2012 WE40
- (747590) 2012 WD41
- (747591) 2012 WL41
- (747592) 2012 WX41
- (747593) 2012 WZ44
- (747594) 2012 XC3
- (747595) 2012 XD4
- (747596) 2012 XF4
- (747597) 2012 XJ5
- (747598) 2012 XM6
- (747599) 2012 XQ11
- (747600) 2012 XB14
- (747601) 2012 XR17
- (747602) 2012 XX20
- (747603) 2012 XT24
- (747604) 2012 XL26
- (747605) 2012 XF28
- (747606) 2012 XK30
- (747607) 2012 XF31
- (747608) 2012 XX31
- (747609) 2012 XL33
- (747610) 2012 XY34
- (747611) 2012 XX35
- (747612) 2012 XY38
- (747613) 2012 XW42
- (747614) 2012 XA45
- (747615) 2012 XZ47
- (747616) 2012 XA48
- (747617) 2012 XC52
- (747618) 2012 XS52
- (747619) 2012 XK53
- (747620) 2012 XG54
- (747621) 2012 XV54
- (747622) 2012 XC57
- (747623) 2012 XG57
- (747624) 2012 XC60
- (747625) 2012 XK63
- (747626) 2012 XA64
- (747627) 2012 XB64
- (747628) 2012 XG67
- (747629) 2012 XW67
- (747630) 2012 XU72
- (747631) 2012 XY72
- (747632) 2012 XC73
- (747633) 2012 XT73
- (747634) 2012 XX75
- (747635) 2012 XW76
- (747636) 2012 XF77
- (747637) 2012 XD80
- (747638) 2012 XS80
- (747639) 2012 XF81
- (747640) 2012 XB86
- (747641) 2012 XU88
- (747642) 2012 XR92
- (747643) 2012 XO95
- (747644) 2012 XA97
- (747645) 2012 XE97
- (747646) 2012 XG99
- (747647) 2012 XT101
- (747648) 2012 XS102
- (747649) 2012 XC103
- (747650) 2012 XF104
- (747651) 2012 XK106
- (747652) 2012 XY106
- (747653) 2012 XK107
- (747654) 2012 XM107
- (747655) 2012 XG115
- (747656) 2012 XD116
- (747657) 2012 XA117
- (747658) 2012 XX125
- (747659) 2012 XY129
- (747660) 2012 XX130
- (747661) 2012 XD131
- (747662) 2012 XY132
- (747663) 2012 XH137
- (747664) 2012 XX142
- (747665) 2012 XQ145
- (747666) 2012 XY145
- (747667) 2012 XD146
- (747668) 2012 XQ146
- (747669) 2012 XG148
- (747670) 2012 XP148
- (747671) 2012 XC151
- (747672) 2012 XP151
- (747673) 2012 XT152
- (747674) 2012 XO159
- (747675) 2012 XM160
- (747676) 2012 XN160
- (747677) 2012 XQ160
- (747678) 2012 XS160
- (747679) 2012 XV161
- (747680) 2012 XB162
- (747681) 2012 XD162
- (747682) 2012 XQ162
- (747683) 2012 XR163
- (747684) 2012 XV164
- (747685) 2012 XW165
- (747686) 2012 XY166
- (747687) 2012 XZ166
- (747688) 2012 XZ167
- (747689) 2012 XX168
- (747690) 2012 XJ169
- (747691) 2012 XL169
- (747692) 2012 XY170
- (747693) 2012 XH171
- (747694) 2012 XP171
- (747695) 2012 XU171
- (747696) 2012 XJ172
- (747697) 2012 XN172
- (747698) 2012 XP172
- (747699) 2012 XW172
- (747700) 2012 YA1
- (747701) 2012 YJ6
- (747702) 2012 YK6
- (747703) 2012 YM6
- (747704) 2012 YU6
- (747705) 2012 YN10
- (747706) 2012 YR10
- (747707) 2012 YC11
- (747708) 2012 YK12
- (747709) 2012 YP12
- (747710) 2012 YY12
- (747711) 2012 YA13
- (747712) 2012 YE13
- (747713) 2012 YC16
- (747714) 2012 YF19
- (747715) 2012 YH19
- (747716) 2012 YX19
- (747717) 2012 YJ20
- (747718) 2012 YR20
- (747719) 2012 YV20
- (747720) 2012 YQ24
- (747721) 2013 AT4
- (747722) 2013 AR10
- (747723) 2013 AG11
- (747724) 2013 AO12
- (747725) 2013 AN14
- (747726) 2013 AF19
- (747727) 2013 AE22
- (747728) 2013 AH24
- (747729) 2013 AM25
- (747730) 2013 AG27
- (747731) 2013 AD28
- (747732) 2013 AF28
- (747733) 2013 AR30
- (747734) 2013 AU30
- (747735) 2013 AA31
- (747736) 2013 AM31
- (747737) 2013 AE32
- (747738) 2013 AT32
- (747739) 2013 AA33
- (747740) 2013 AM34
- (747741) 2013 AQ37
- (747742) 2013 AX38
- (747743) 2013 AX43
- (747744) 2013 AQ45
- (747745) 2013 AO46
- (747746) 2013 AO48
- (747747) 2013 AE49
- (747748) 2013 AG49
- (747749) 2013 AS50
- (747750) 2013 AD59
- (747751) 2013 AA61
- (747752) 2013 AO61
- (747753) 2013 AA63
- (747754) 2013 AY64
- (747755) 2013 AG68
- (747756) 2013 AJ69
- (747757) 2013 AA71
- (747758) 2013 AB71
- (747759) 2013 AU71
- (747760) 2013 AJ72
- (747761) 2013 AW73
- (747762) 2013 AC74
- (747763) 2013 AG77
- (747764) 2013 AA83
- (747765) 2013 AQ83
- (747766) 2013 AD86
- (747767) 2013 AV89
- (747768) 2013 AV90
- (747769) 2013 AA94
- (747770) 2013 AC100
- (747771) 2013 AN104
- (747772) 2013 AA106
- (747773) 2013 AP106
- (747774) 2013 AW106
- (747775) 2013 AM108
- (747776) 2013 AL109
- (747777) 2013 AS109
- (747778) 2013 AR110
- (747779) 2013 AE116
- (747780) 2013 AU117
- (747781) 2013 AT118
- (747782) 2013 AV118
- (747783) 2013 AA119
- (747784) 2013 AQ122
- (747785) 2013 AR124
- (747786) 2013 AU124
- (747787) 2013 AA129
- (747788) 2013 AH131
- (747789) 2013 AA132
- (747790) 2013 AB134
- (747791) 2013 AO134
- (747792) 2013 AK135
- (747793) 2013 AY136
- (747794) 2013 AN137
- (747795) 2013 AV147
- (747796) 2013 AQ151
- (747797) 2013 AJ156
- (747798) 2013 AK156
- (747799) 2013 AA157
- (747800) 2013 AW157
- (747801) 2013 AO161
- (747802) 2013 AX161
- (747803) 2013 AC163
- (747804) 2013 AW168
- (747805) 2013 AY174
- (747806) 2013 AP175
- (747807) 2013 AC177
- (747808) 2013 AQ180
- (747809) 2013 AF181
- (747810) 2013 AB184
- (747811) 2013 AM184
- (747812) 2013 AC187
- (747813) 2013 AW188
- (747814) 2013 AK189
- (747815) 2013 AH190
- (747816) 2013 AH191
- (747817) 2013 AL191
- (747818) 2013 AC192
- (747819) 2013 AX192
- (747820) 2013 AE193
- (747821) 2013 AW193
- (747822) 2013 AR194
- (747823) 2013 AB195
- (747824) 2013 AR197
- (747825) 2013 AA198
- (747826) 2013 AN199
- (747827) 2013 AQ199
- (747828) 2013 AC204
- (747829) 2013 AL208
- (747830) 2013 BG1
- (747831) 2013 BU3
- (747832) 2013 BN12
- (747833) 2013 BX13
- (747834) 2013 BN15
- (747835) 2013 BD20
- (747836) 2013 BG20
- (747837) 2013 BE25
- (747838) 2013 BQ25
- (747839) 2013 BY25
- (747840) 2013 BC29
- (747841) 2013 BD32
- (747842) 2013 BQ33
- (747843) 2013 BH34
- (747844) 2013 BP35
- (747845) 2013 BL36
- (747846) 2013 BR44
- (747847) 2013 BX44
- (747848) 2013 BC46
- (747849) 2013 BW49
- (747850) 2013 BL50
- (747851) 2013 BL52
- (747852) 2013 BM52
- (747853) 2013 BW52
- (747854) 2013 BG55
- (747855) 2013 BG59
- (747856) 2013 BO60
- (747857) 2013 BA65
- (747858) 2013 BY68
- (747859) 2013 BD69
- (747860) 2013 BV73
- (747861) 2013 BN75
- (747862) 2013 BK76
- (747863) 2013 BH79
- (747864) 2013 BM79
- (747865) 2013 BG80
- (747866) 2013 BF83
- (747867) 2013 BC85
- (747868) 2013 BR85
- (747869) 2013 BD86
- (747870) 2013 BF86
- (747871) 2013 BF87
- (747872) 2013 BM87
- (747873) 2013 BR87
- (747874) 2013 BC88
- (747875) 2013 BF88
- (747876) 2013 BM88
- (747877) 2013 BP88
- (747878) 2013 BU89
- (747879) 2013 BZ89
- (747880) 2013 BK90
- (747881) 2013 BC91
- (747882) 2013 BR95
- (747883) 2013 BV95
- (747884) 2013 BW95
- (747885) 2013 BN96
- (747886) 2013 BS96
- (747887) 2013 BC97
- (747888) 2013 CO
- (747889) 2013 CR1
- (747890) 2013 CY2
- (747891) 2013 CP3
- (747892) 2013 CE5
- (747893) 2013 CG5
- (747894) 2013 CH6
- (747895) 2013 CS9
- (747896) 2013 CM14
- (747897) 2013 CN17
- (747898) 2013 CS18
- (747899) 2013 CR24
- (747900) 2013 CF27
- (747901) 2013 CB28
- (747902) 2013 CJ32
- (747903) 2013 CL34
- (747904) 2013 CT38
- (747905) 2013 CG39
- (747906) 2013 CH40
- (747907) 2013 CE42
- (747908) 2013 CR44
- (747909) 2013 CW44
- (747910) 2013 CB46
- (747911) 2013 CV46
- (747912) 2013 CJ49
- (747913) 2013 CQ50
- (747914) 2013 CV54
- (747915) 2013 CO56
- (747916) 2013 CE57
- (747917) 2013 CM61
- (747918) 2013 CT61
- (747919) 2013 CK64
- (747920) 2013 CS65
- (747921) 2013 CY66
- (747922) 2013 CW73
- (747923) 2013 CK75
- (747924) 2013 CE78
- (747925) 2013 CT80
- (747926) 2013 CP82
- (747927) 2013 CJ83
- (747928) 2013 CP85
- (747929) 2013 CH86
- (747930) 2013 CT86
- (747931) 2013 CQ88
- (747932) 2013 CS88
- (747933) 2013 CD91
- (747934) 2013 CJ93
- (747935) 2013 CQ96
- (747936) 2013 CC101
- (747937) 2013 CY101
- (747938) 2013 CY103
- (747939) 2013 CH107
- (747940) 2013 CN112
- (747941) 2013 CR112
- (747942) 2013 CJ116
- (747943) 2013 CU119
- (747944) 2013 CB120
- (747945) 2013 CF120
- (747946) 2013 CK121
- (747947) 2013 CG123
- (747948) 2013 CT124
- (747949) 2013 CD125
- (747950) 2013 CX125
- (747951) 2013 CM126
- (747952) 2013 CF127
- (747953) 2013 CQ127
- (747954) 2013 CJ128
- (747955) 2013 CS130
- (747956) 2013 CR131
- (747957) 2013 CX131
- (747958) 2013 CB132
- (747959) 2013 CE133
- (747960) 2013 CU133
- (747961) 2013 CC136
- (747962) 2013 CN137
- (747963) 2013 CO141
- (747964) 2013 CH142
- (747965) 2013 CX142
- (747966) 2013 CS143
- (747967) 2013 CJ145
- (747968) 2013 CC146
- (747969) 2013 CM150
- (747970) 2013 CV151
- (747971) 2013 CF154
- (747972) 2013 CY154
- (747973) 2013 CN156
- (747974) 2013 CP161
- (747975) 2013 CX165
- (747976) 2013 CB167
- (747977) 2013 CF167
- (747978) 2013 CS168
- (747979) 2013 CG171
- (747980) 2013 CE177
- (747981) 2013 CB180
- (747982) 2013 CJ180
- (747983) 2013 CD181
- (747984) 2013 CM183
- (747985) 2013 CW184
- (747986) 2013 CY184
- (747987) 2013 CH185
- (747988) 2013 CP186
- (747989) 2013 CW186
- (747990) 2013 CV187
- (747991) 2013 CC189
- (747992) 2013 CL191
- (747993) 2013 CQ192
- (747994) 2013 CE193
- (747995) 2013 CN198
- (747996) 2013 CE202
- (747997) 2013 CT202
- (747998) 2013 CP204
- (747999) 2013 CG206
- (748000) 2013 CF207